# Polac
Polacul (Pollachius pollachius), numit și pollack, este o specie de pește marin din genul Pollachius. Este comun în părțile de nord-est ale Atlanticului de Nord, inclusiv în Golful Biscaya și Marea Nordului. Adulții pot crește până la 130 cm și cântăresc până la 12,4 kg, deși de obicei lungimea lor maximă este de 75 cm.

## Ecologia și modul de viață
Polacul are o creștere rapidă și o viață relativ scurtă. Vârsta maximă raportată este de 15 ani. Se spune că aceștia depun icre în larg, deși locurile lor de reproducere sunt puțin cunoscute; un studiu al unei populații de fiord din Norvegia a sugerat depunerea locală a icrelor.
Polacul este bentopelagic, adică viețuiește lângă fund. Pare să fie relativ sedentar.

## Pescuit
Polacul are valoare pentru pescuit, deși reprezintă în principal captură accidentală. Datele privind capturile arată două centre de distribuție destul de distincte, unul în nordul Mării Nordului/Skagerrak care se extinde spre nord de-a lungul coastei norvegiene și unul între Canalul Mânecii, Marea Irlandei și partea de nord a coastei de vest franceze. Totalul capturilor raportate este de ordinul a câteva mii de tone.
Polacul este o specie importantă în pescuitul de agrement. În Norvegia s-a estimat că numai pescarii-turiști au prins 100 de tone de polac în 2009. În Franța s-a estimat că 3.500 de tone de polac sunt capturate în toate activitățile de pescuit recreațional.